# フィーヴァー (リトル・ウィリー・ジョンの曲)
フィーヴァー（Fever）は、エディ・クーリーとオーティス・ブラックウェルが共作した楽曲。ブラックウェルはこの曲のソングライター・クレジットではジョン・ダヴェンポート名義となっている。オリジナルのレコーディングは、R&Bシンガー、リトル・ウィリー・ジョンによるもので、彼のデビュー・アルバム『Fever』（1956年）のためにレコーディングされ、同年4月にシングルとしてもリリースされた。この曲はビルボードのR&Bチャートの1位を獲得、またポップ・チャートの24位を記録している。

## 背景と反響
「フィーヴァー」のアイデアは、オーティス・ブラックウェルの旧友で「Priscilla」（1956年）のヒットで知られるエディ・クーリーからブラックウェルに対して示された。ブラックウェルは以下の通り語っている。「エディ・クーリーは私のニューヨークの友人で、電話をしてきて『「フィーヴァー」という曲のアイデアがあるんだが、完成させることができないでいるんだ』と言うんです。私は当時まだ（音楽プロデューサーの）ジョー・デイヴィスとの契約が残っていたので、別の名前で曲を書かねばならなかったんです」。彼がこのとき使用したジョン・ダヴェンポートという名前はブラックウェルの義理の父の名前だった。伝えられるところによると、リトル・ウィリー・ジョンはこの曲を気に入らなかったものの、説得を受けて1956年3月1日、キング・レコードの社長シド・ネイサンとアレンジャー/プロデューサーのヘンリー・グローヴァーの下、この曲をレコーディングした。この曲は1956年リリースの彼のデビュー・アルバム『フィーヴァー』のタイトル曲となった。「フィーヴァー」はマイナー調を使用したソウルとリズム・アンド・ブルースの楽曲であり、レイ・フェルダーとルーファス・"ノーズ"・ゴアがプレイする低音のサクソフォンを含むアレンジが施されており、ギターはビル・ジェニングスが担当している。ジョンのヴォーカル・スタイルはうなり声（モーニング）に近いものがあり、背後にはムードを幾分か軽くする効果を持つ指を鳴らす音が入っている。
「フィーヴァー」は1956年4月にシングルとしてリリースされ、別面に収録された「レター・フロム・マイ・ダーリン」と合わせ、共にR&Bチャートでトップ10入りするヒットとなった。「フィーヴァー」は、1956年7月21日に米国ビルボードのR&Bベスト・セラー・チャートのトップまで上り詰め、3週間に渡りトップをキープした。Billboard Hot 100でも24位を記録するなど、ポップ・チャートにも食い込んでいる。シングル盤は米国で100万枚を売り上げている。またこの曲は、BMIの最優秀R&B楽曲賞を受賞している。
この曲は、ロバート・クリストガウの著書「Christgau's Record Guide: Rock Albums of the '70s」（1981年）の1950年代、1960年代の「基本レコード集」に含まれている。彼は後になってこの曲を「熱情的な」歌であると説明している。オールミュージック・ウェブサイトでビル・ダールは「フィーヴァー」について、「荒々しいティーンエイジャーだったジョンに幅広いオーディエンスを獲得させた曲」と評した。彼は更にこう続ける「汗の飛び散るような愛に根差した『フィーヴァー』は彼の心奪われる強烈な個性を考えれば厳粛な歌であると言えるが、にもかかわらず彼はそんなそぶりを見せないのである」。NME誌は「フィーヴァー」を1950年代のベスト・ソングの96位に挙げている。評論家のデイヴ・マーシュは、1989年の著「史上最高のシングル1001枚」のリストの中で「フィーヴァー」について109位に挙げている。

## チャート
| チャート（1956年）                               | 最高位 |
| ------------------------------------------------ | ------ |
| 米国・Billboard Hot 100                          | 27位   |
| 米国・ポップ・チャート(ビルボード)               | 24位   |
| 米国・R&Bチャート (ビルボード)                   | 1位    |
| 米国・DJが一番かけるR&B (ビルボード)             | 1位    |
| 米国ジュークボックスで一番かかるR&B (ビルボード) | 1位    |

## 参加ミュージシャン
- Little Willie John リトル・ウィリー・ジョン - vocals
- Ray Felder レイ・フェルダー - tenor saxophone
- Rufus Gore ルーファス・ゴア - tenor saxophone
- Jon Thomas ジョン・トーマス - piano
- Bill Jennings ビル・ジェニングス -guitar
- Edwyn Conley エドウィン・コンリー - bass
- Edison Gore エディソン・ゴア - drums[1]

## カヴァー
様々な音楽ジャンルの数々のアーティストによってカヴァーされている。中でも1958年に取り上げたペギー・リーのバージョンはよく知られており、彼女にとっても代表曲となっている。リーのバージョンは、オリジナルとは歌詞を書き換えて歌われており、編曲にも手が加わっている。英国とオーストラリアでチャートのトップ5に入ったほか、米国とオランダでもトップ10に入っている。「フィーヴァー」は1959年の第1回グラミー賞において、最優秀レコード賞と最優秀楽曲賞を含む3部門にノミネートされている。
その他「フィーヴァー」の著名なカヴァーにはエルヴィス・プレスリー、ボニーM、マドンナ、クリスティーナ・アギレラ、マイケル・ブーブレ、ザ・マッコイズ、ラ・ルーペ、ビヨンセらによるバージョンがある。「フィーヴァー」は、様々なバージョンが多くの映画、演劇、テレビ番組などに使われている。

### マドンナのカヴァー
マドンナはこの曲を5作目のアルバム『エロティカ』（1992年）からのシングルとして、1993年3月に ワーナー・ブラザースから発売した。彼女のバージョンはフィンランドのチャートおよび米国のホット・ダンス・クラブ・チャートでトップを飾ったほか、その他多くの国々でトップ50に食い込んだ。マドンナはステファン・セドゥナウィを監督に迎えて ミュージック・ビデオを制作。またいくつかのテレビ出演を行ったり1993年のガーリー・ショー・ワールド・ツアーでも披露した。

#### チャート
| チャート (1993年)                                           | 最高位 |
| ----------------------------------------------------------- | ------ |
| オーストラリア (ARIA)                                       | 51     |
| ベルギー (Ultratop 50 Flanders)                             | 38     |
| ヨーロッパ (Eurochart Hot 100)                              | 26     |
| フィンランド (Suomen virallinen lista)                      | 1      |
| フランス (SNEP)                                             | 31     |
| アイスランド (Íslenski Listinn Topp 40)                     | 23     |
| アイルランド (IRMA)                                         | 6      |
| イタリア (Musica e dischi)                                  | 12     |
| オランダ (Dutch Top 40 Tipparade)                           | 22     |
| オランダ (Single Top 100 Tipparade)                         | 5      |
| ニュージーランド (Recorded Music NZ)                        | 17     |
| UK シングルス (OCC)                                         | 6      |
| UK ダンス(Music Week)                                       | 14     |
| UK (MRIB)                                                   | 5      |
| US Dance Club Songs (Billboard)                             | 1      |
| US Dance Singles Sales (Billboard) 「バッド・ガール」と合算 | 1      |

| チャート (1993年)                                 | 順位 |
| ------------------------------------------------- | ---- |
| 全米 ホット・ダンス・クラブ・ソングス (Billboard) | 44   |